# Bellemont (Carolina del Norte)
Bellemont es un área no incorporada ubicada del condado de Alamance en el estado estadounidense de Carolina del Norte.
Bellemont se encuentra en Carretera de Carolina del Norte 49, al este de Alamance, y 4,3 kilómetros al sursureste de la ciudad de Burlington. La comunidad está ubicada en el cruce con Bellemont Alamance / Mt. Camino Hermón.